# جبل أوتيمانو
جبل أوتيمانو أو جبل أوتِمانو هو جبل يقع في جنوب المحيط الهادئ، على جزيرة بورا بورا. يبلغ ارتفاعه 727 مترًا (2385 قدمًا) فوق مستوى سطح البحر، وهو أعلى نقطة في الجزيرة. جبل أوتيمانو هو بركان خامد. الجبل وجهة سياحية رئيسية في بورا بورا للمشي لمسافات طويلة والتقاط الصور. تتركز الجزيرة حول قمته على الرغم من عدم وجود مستوطنات أو سكان رئيسيين يشغلون الجبل. يقع بجواره جبل باهيا الأصغر.

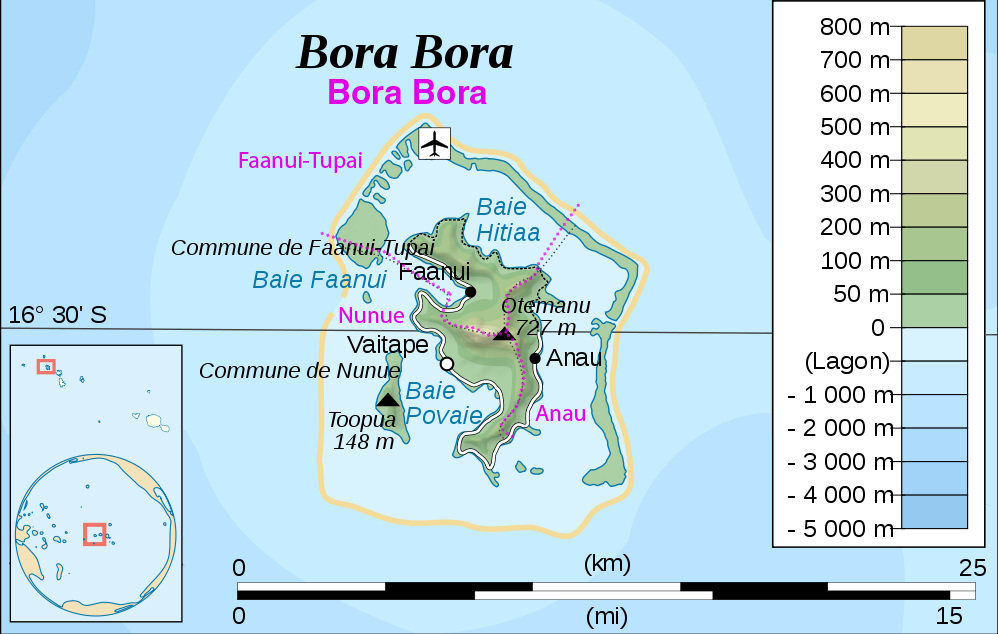
يقع جبل أوتيمانو في وسط جزيرة بورا بورا

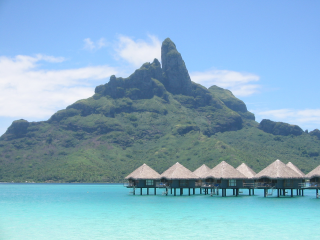
جبل أوتيمانو بجوار منتجع فور سيزونز بورا بورا